# Pheidologeton nanus
Pheidologeton nanus é uma espécie de formiga do gênero Pheidologeton, pertencente à subfamília Myrmicinae.